# Revue politique et littéraire
La Revue politique et littéraire nota come Revue bleue è una rivista letteraria francese fondata da Eugène Yung nel 1871 e pubblicata fino al 1939. Il nome "revue bleue" era stato stabilito in contrasto con La Revue scientifique dello stesso editore, una rivista scientifica che era apparsa nel 1862, conosciuta come "revue rose" per il colore rosa della copertina.
La rivista pubblicava testi di intellettuali e politici, fra i quali: il pastore Edmond de Pressensé, Téodor de Wyzewa che aveva pubblicato degli studi su Friedrich Nietzsche, Paul Desjardins, Lucien de Vissec, Victor Henry, Fernand-Henri Vanderem.
Ma anche opere letterarie come L'edera di Grazia Deledda che era stata pubblicata in due puntate nel 1907